# Tsuen Wan (district)
Pour les articles homonymes, voir Tsuen Wan.
Le district de Tsuen Wan (en chinois traditionnel : 荃灣區 ; pinyin : Quánwān Qū) est un district des Nouveaux Territoires de Hong Kong. 
Il comporte entre autres le quartier de Tsuen Wan, l'île de Ma Wan et le nord-ouest de celle de Lantau. 

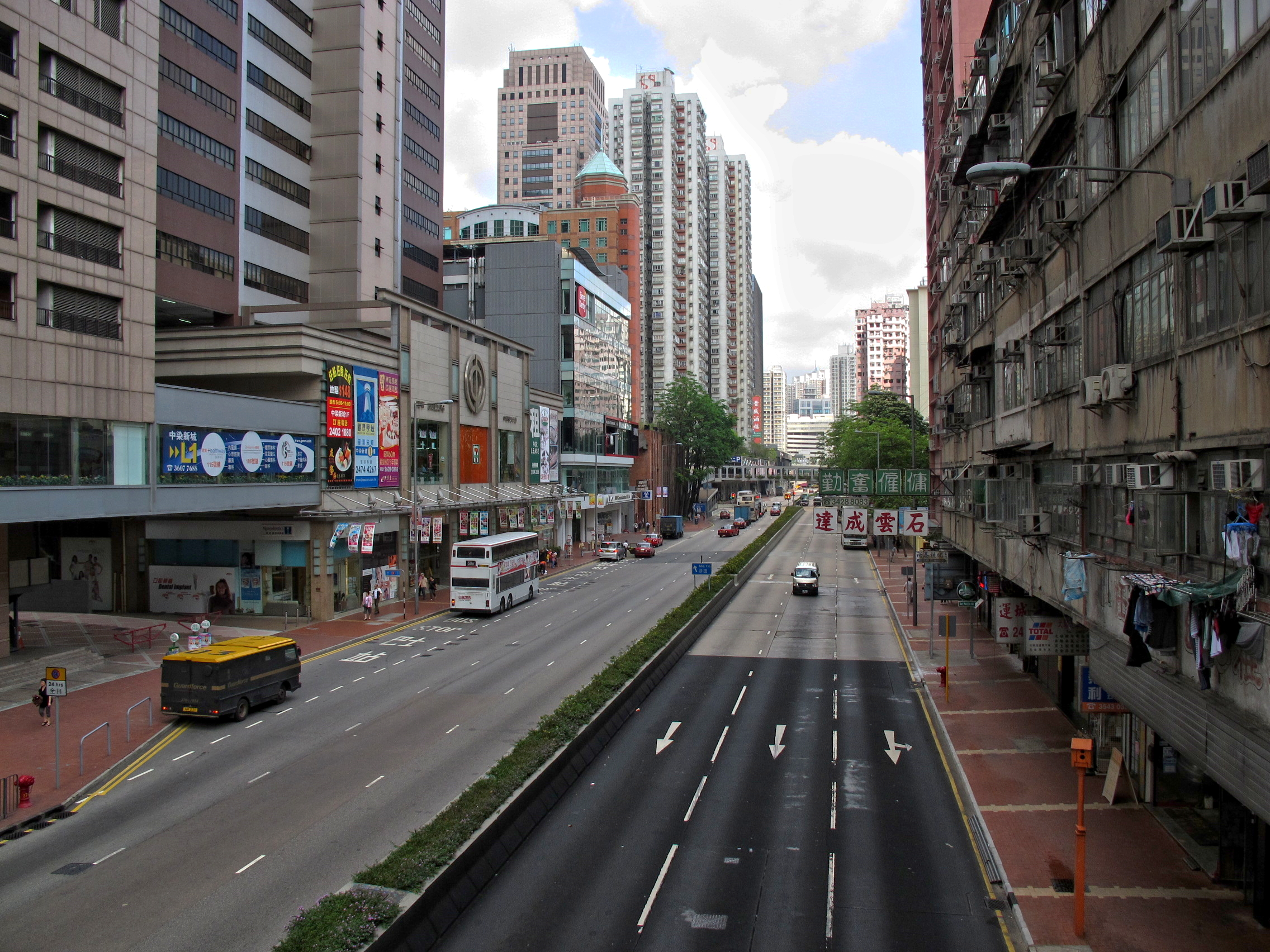
Castle Peak Road à Tsuen Wan.
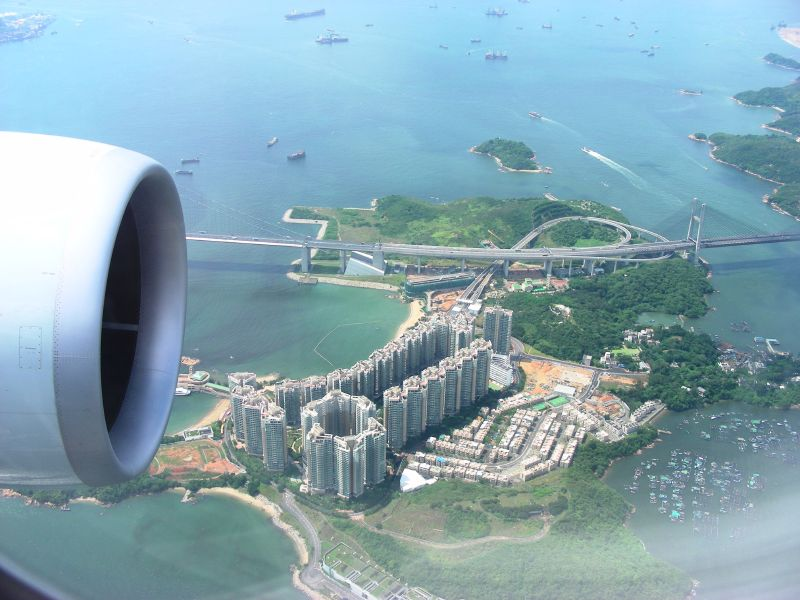
Vue aérienne de Ma Wan.